# Myenty Abena
Myenty Abena (Paramaribo, 12 de diciembre de 1994) es un futbolista surinamés que juega de defensa en el Gaziantep F. K. de la Superliga de Turquía. Posee doble nacionalidad, surinamesa y neerlandesa.

## Trayectoria
Abena comenzó su carrera en el FC Utrecht llegando a jugar en el equipo filial sin haber conseguido debutar con el primer equipo. En enero de 2019, Abena se unió al Spartak Trnava eslovaco. El 1 de mayo de 2019, consiguió la Copa de Eslovaquia con el Spartak Trnava, marcando el último penalti en la tanda de penaltis, después de que el partido terminara 3-3 en la prórroga.
En 2019, fichó por el Slovan Bratislava firmando un contrato de cuatro años.

## Clubes
| Club                    | País         | Año       |
| ----------------------- | ------------ | --------- |
| De Graafschap           | Países Bajos | 2017-2019 |
| F. C. Spartak Trnava    | Eslovaquia   | 2019      |
| Š. K. Slovan Bratislava | Eslovaquia   | 2019-2023 |
| Ferencváros T. C.       | Hungría      | 2023-2024 |
| F. C. Spartak de Moscú  | Rusia        | 2024-2025 |
| Gaziantep F. K.         | Turquía      | 2025-     |

## Palmarés

### Títulos nacionales
| Título                  | Club                    | País       | Año  |
| ----------------------- | ----------------------- | ---------- | ---- |
| Copa de Eslovaquia      | F. C. Spartak Trnava    | Eslovaquia | 2019 |
| Superliga de Eslovaquia | Š. K. Slovan Bratislava | Eslovaquia | 2020 |
| Copa de Eslovaquia      | Š. K. Slovan Bratislava | Eslovaquia | 2020 |
| Superliga de Eslovaquia | Š. K. Slovan Bratislava | Eslovaquia | 2021 |
| Copa de Eslovaquia      | Š. K. Slovan Bratislava | Eslovaquia | 2021 |
| Superliga de Eslovaquia | Š. K. Slovan Bratislava | Eslovaquia | 2022 |
| Nemzeti Bajnokság I     | Ferencváros T. C.       | Hungría    | 2023 |
| Nemzeti Bajnokság I     | Ferencváros T. C.       | Hungría    | 2024 |